# 西山梨郡

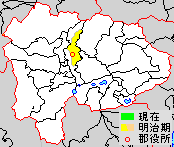
山梨県西山梨郡の範囲

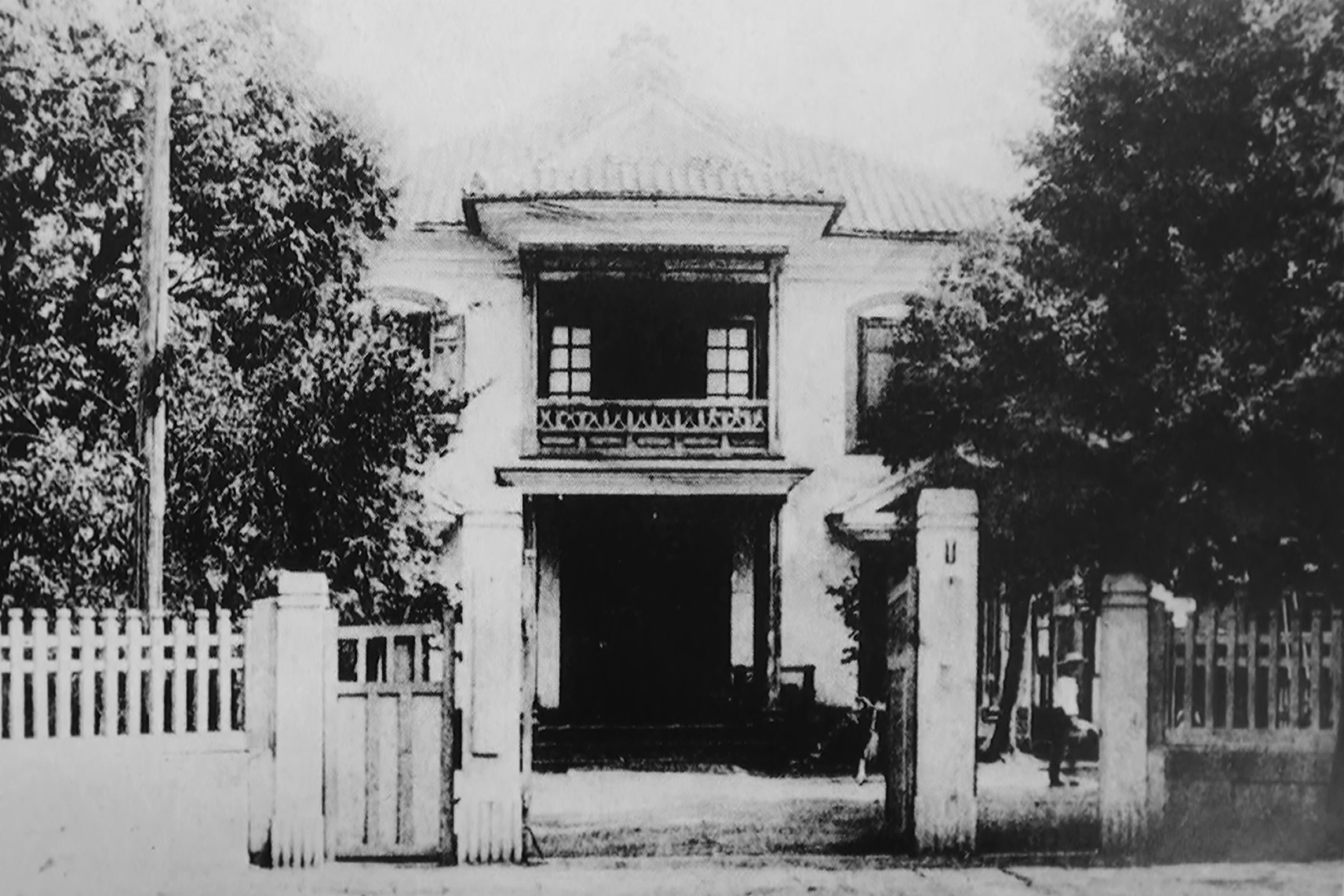
西山梨郡役所。今日の岡島百貨店の位置にあった。明治33年頃の撮影。

西山梨郡（にしやまなしぐん）は、山梨県にあった郡。

## 郡域
1878年（明治11年）に発足した当時の郡域は、甲府市の一部（黒平町を除く概ね荒川以東）にあたる。

## 歴史

### 郡発足までの沿革
- 「旧高旧領取調帳」に記載されている、山梨郡のうち後の当郡域の、明治初年時点での支配は以下の通り。●は村内に寺社領が、○は寺社除地[1]が存在。（1町53村）

| 知行   | 知行       | 村数 | 村名 |
| ------ | ---------- | ---- | --- |
| 幕府領 | 甲府町奉行 | 1町  | 甲府総町 |
| 幕府領 | 甲府代官所 | 35村 | 岩窪村、●板垣村、羽黒村、●西青沼村、●東光寺村、●千塚村、●遠光寺村、●和田村、川窪村、●上積翠寺村、●上帯那村、●上飯田村、●横根村、竹日向村、高成村、●塚原村、中小河原村、●蔵田村、●山宮村、●小松村、●古府中村、●朝気村、●畔村、●坂折村、●湯村、●塩部村、●下小河原村、●下積翠寺村、●下帯那村、●東青沼村、●小瀬村、里吉村、●国玉村、●上阿原村、塔岩村 |
| 幕府領 | 市川代官所 | 10村 | ●上村、●上今井村、西油川村、●増坪村、●下鍛冶屋村、●下今井村、●小曲村、落合村、●中村、東下条村 |
| 幕府領 | 石和代官所 | 8村  | 向村、七沢村、西高橋村、●蓬沢村、●平瀬村、●桜井村、●和戸村、●川田村 |

- 慶応4年
  - 5月 - 甲府町奉行が廃止され、甲府総町は甲府町差配の管轄となる。
  - 9月4日（1868年10月19日） - 甲府代官所・市川代官所・石和代官所の管轄地がそれぞれ府中県・市川県・石和県の管轄となる。
  - 10月28日（1868年12月11日） - 全域が甲斐府の管轄となる。
- 明治2年7月20日（1869年8月27日） - 甲斐府が甲府県に改称。
- 明治3年11月20日（1871年1月10日） - 甲府県が山梨県に改称。
- 明治7年（1874年）から明治8年（1875年）にかけて下記の町村の統合が行われる。カッコ内は統合時期。（1町15村）
  - 飯沼村 ← 飯田新町[3]、上飯田村、西青沼村（明治8年）
  - 稲門村 ← 遠光寺村、朝気村、東青沼村、蔵田村、深町[4]、佐渡町[4]（明治8年）
  - 甲運村 ← 桜井村、横根村、川田村、和戸村（明治8年1月）
  - 大宮村 ← 山宮村、羽黒村、湯村（明治8年1月）
  - 相川村 ← 和田村、小松村、塚原村、古府中村、岩窪村、下積翠寺村、上積翠寺村（明治8年1月）
  - 能泉村 ← 川窪村、高成村、竹日向村、塔岩村（明治8年6月）
  - 千代田村 ← 上帯那村、下帯那村、平瀬村（明治8年6月）
  - 山城村 ← 西油川村、落合村、小瀬村、下鍛冶屋村、上今井村（統合時期不明）
  - 住吉村 ← 畔村、中小河原村、下小河原村、上村、増坪村（明治8年）
  - 朝井村 ← 中村、東下条村、下今井村、小曲村（明治8年1月）
  - 里垣村 ← 坂折村、板垣村、東光寺村（明治8年1月）
  - 清田村 ← 向村、上阿原村、七沢村、西高橋村、蓬沢村（明治7年10月）
  - 国里村 ← 国玉村、里吉村（明治7年6月）

### 郡発足後の沿革

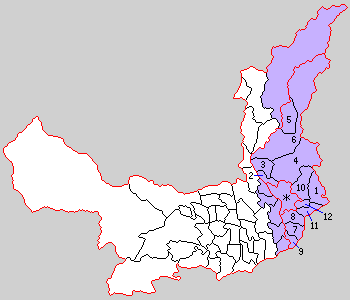
1.甲運村 2.千塚村 3.大宮村 4.相川村 5.能泉村 6.千代田村 7.山城村 8.住吉村 9.朝井村 10.里垣村 11.清田村 12.国里村（紫：甲府市 ＊：発足時の甲府市）

- 明治11年（1878年）12月19日 - 郡区町村編制法の山梨県での施行により、山梨郡のうち1町15村の区域に行政区画としての西山梨郡が発足。郡役所が甲府常盤町に設置。
- 明治20年（1887年） - 甲府総町各町が甲府を冠称。
- 明治22年（1889年）7月1日
  - 市制の施行により、甲府総町59町[5]および飯沼村・稲門村が合併して甲府市が発足し、郡より離脱。
  - 町村制の施行により、以下の町村が発足。全域が現・甲府市。［ ］は改めて再編された町村。（12村）

甲運村、千塚村［塩部村・千塚村］、大宮村、相川村、能泉村、千代田村、山城村、住吉村、朝井村、里垣村、清田村、国里村
- 明治24年（1891年）8月1日 - 郡制を施行。
- 大正10年（1921年）7月1日 - 清田村・国里村が合併して玉諸村が発足。（11村）
- 大正12年（1923年）3月31日 - 郡会が廃止。郡役所は存続。
- 大正15年（1926年）6月30日 - 郡役所が廃止。以降は地域区分名称となる。
- 昭和12年（1937年）8月1日 - 相川村・里垣村が甲府市に編入。（9村）
- 昭和17年（1942年）4月1日 - 千塚村・大宮村が甲府市に編入。（7村）
- 昭和29年（1954年）10月17日 - 甲運村・能泉村・千代田村・山城村・住吉村・朝井村・玉諸村が甲府市に編入。同日西山梨郡消滅。山梨県内では1878年の郡の再編以来、初の郡消滅となった。

### 変遷表
| 明治22年以前 | 明治22年4月1日        | 明治22年 - 昭和11年         | 昭和12年 - 昭和28年           | 昭和29年 - 現在 | 現在   |
| ------------ | --------------------- | --------------------------- | ----------------------------- | --------------- | ------ |
|              | 甲府町                | 明治22年7月1日 市制施行     | 甲府市                        | 甲府市          | 甲府市 |
| 相川村       | 相川村                | 昭和12年8月1日 甲府市に編入 |                               | 甲府市          | 甲府市 |
| 里垣村       | 里垣村                | 昭和12年8月1日 甲府市に編入 |                               | 甲府市          | 甲府市 |
| 千塚村       | 千塚村                | 昭和17年4月1日 甲府市に編入 |                               | 甲府市          | 甲府市 |
| 大宮村       | 大宮村                | 昭和17年4月1日 甲府市に編入 |                               | 甲府市          | 甲府市 |
| 清田村       | 大正10年7月1日 玉諸村 | 玉諸村                      | 昭和29年10月17日 甲府市に編入 |                 | 甲府市 |
| 国里村       | 大正10年7月1日 玉諸村 | 玉諸村                      | 昭和29年10月17日 甲府市に編入 |                 | 甲府市 |
| 甲運村       | 甲運村                | 甲運村                      | 昭和29年10月17日 甲府市に編入 |                 | 甲府市 |
| 能泉村       | 能泉村                | 能泉村                      | 昭和29年10月17日 甲府市に編入 |                 | 甲府市 |
| 千代田村     | 千代田村              | 千代田村                    | 昭和29年10月17日 甲府市に編入 |                 | 甲府市 |
| 山城村       | 山城村                | 山城村                      | 昭和29年10月17日 甲府市に編入 |                 | 甲府市 |
| 住吉村       | 住吉村                | 住吉村                      | 昭和29年10月17日 甲府市に編入 |                 | 甲府市 |
| 朝井村       | 朝井村                | 朝井村                      | 昭和29年10月17日 甲府市に編入 |                 | 甲府市 |

## 行政
歴代郡長
| 代 | 氏名 | 就任年月日                 | 退任年月日                | 備考                   |
| -- | ---- | -------------------------- | ------------------------- | ---------------------- |
| 1  |      | 明治11年（1878年）12月19日 |                           |                        |
|    |      |                            | 大正15年（1926年）6月30日 | 郡役所廃止により、廃官 |